# Shakuntala Devi
Shakuntala Devi (Bangalore, 4 novembre 1929 – Bangalore, 21 aprile 2013) è stata una donna indiana dotata di eccezionali capacità di calcolo mentale.
Tali doti di calcolatrice prodigio le diedero una notevole fama e le guadagnarono la definizione di "computer umano".
Devi, che nella vita si dedicò anche all'astrologia, fu autrice di volumi su questa pratica divinatoria e sul calcolo mentale, oltre che di un saggio sull'omosessualità.

## Biografia
Fu nota soprattutto come bambina prodigio  per le sue capacità di calcolo mentale. Il suo talento le permise di entrare nel Guinness dei primati nel 1982, per aver calcolato in soli 28 secondi il risultato di una moltiplicazione i cui fattori erano composti entrambi da 13 cifre Come scrittrice, Devi ha scritto numerose opere, fra cui romanzi e saggi su numerologia, giochi matematici e astrologia. 
Ha inoltre scritto il saggio The World of Homosexuals, testo considerato pionieristico nell'ambito dell'omosessualità in India.

## Opere
- Astrology for You (New Delhi: Orient, 2005). ISBN 978-81-222-0067-6
- Book of Numbers (New Delhi: Orient, 2006). ISBN 978-81-222-0006-5
- Figuring: The Joy of Numbers (New York: Harper & Row, 1977), ISBN 978-0-06-011069-7, OCLC 4228589
- In the Wonderland of Numbers (New Delhi: Orient, 2006). ISBN 978-81-222-0399-8
- Mathability: Awaken the Math Genius in Your Child (New Delhi: Orient, 2005). ISBN 978-81-222-0316-5
- More Puzzles to Puzzle You (New Delhi: Orient, 2006). ISBN 978-81-222-0048-5
- Perfect Murder (New Delhi: Orient, 1976), OCLC 3432320
- Puzzles to Puzzle You (New Delhi: Orient, 2005). ISBN 978-81-222-0014-0
- Super Memory: It Can Be Yours (New Delhi: Orient, 2011). ISBN 978-81-222-0507-7; (Sydney: New Holland, 2012). ISBN 978-1-74257-240-6, OCLC 781171515
- The World of Homosexuals (Vikas Publishing House, 1977), ISBN 978-0706904789[6][7]